# Heteracanthia mexicana
Heteracanthia mexicana är en tvåvingeart som beskrevs av Giglio-tos 1891. Heteracanthia mexicana ingår i släktet Heteracanthia och familjen vapenflugor. Inga underarter finns listade i Catalogue of Life.